# Cody Eakin
Cody Eakin (* 24. Mai 1991 in Winnipeg, Manitoba) ist ein ehemaliger kanadischer Eishockeyspieler, der im Verlauf seiner aktiven Karriere zwischen 2007 und 2023 unter anderem 751 Spiele für die Washington Capitals, Dallas Stars, Vegas Golden Knights, Winnipeg Jets und Buffalo Sabres in der National Hockey League (NHL) auf der Position des Center bestritten hat. Mit der kanadischen Nationalmannschaft gewann Eakin bei der Weltmeisterschaft 2015 die Goldmedaille.

## Karriere
Eakin wurde beim Bantam Draft 2006 der Western Hockey League (WHL) in der ersten Runde an sechster Position von den Swift Current Broncos ausgewählt. Der Spieler absolvierte noch eine weitere Saison für ein Juniorenteam aus seiner Heimatstadt Winnipeg und wechselte erst spät in der WHL-Saison 2006/07 zu den Broncos, für die er ab der Folgesaison regelmäßig zum Einsatz kam. Beim NHL Entry Draft 2009 wurde er in der dritten Runde an insgesamt 85. Position von den Washington Capitals selektiert. Seine persönlich erfolgreichste Spielzeit in der Western Hockey League hatte der Offensivakteur in der Saison 2009/10, als er in 71 Partien 47 Tore und insgesamt 91 Scorerpunkte erzielen konnte. Am 9. Januar 2011 transferierten ihn die Swift Current Broncos im Tausch gegen fünf Spieler und drei Draftpicks zu den Kootenay Ice. Mit den Ice gewann Eakin in der Saison 2010/11 den Ed Chynoweth Cup, die Meisterschaftstrophäe der WHL. Beim anschließenden Memorial Cup 2011 unterlag er mit den Kootenay Ice im Halbfinale den Mississauga St. Michael’s Majors.
In der Spielzeit 2011/12 kam Eakin erstmals für die Washington Capitals in der National Hockey League zum Einsatz; den überwiegenden Teil der Saison verbrachte er bei Washingtons Farmteam Hershey Bears in der American Hockey League. Am 22. Juni 2012 wurde Cody Eakin zusammen mit einem Zweitrunden-Wahlrecht für den NHL Entry Draft 2012 von den Capitals zu den Dallas Stars transferiert. Washington erhielt im Gegenzug Mike Ribeiro.
Im Juni 2017 wurde Eakin im NHL Expansion Draft 2017 von den Vegas Golden Knights ausgewählt. Mit dem Team erreichte er in den Playoffs 2018 überraschend das Finale um den Stanley Cup, unterlag dort allerdings den Washington Capitals. Nach knapp drei Jahren in Nevada wurde der Angreifer im Februar 2020 im Tausch für ein konditionales Viertrunden-Wahlrecht im NHL Entry Draft 2021 an die Winnipeg Jets aus seiner Heimatstadt abgegeben. Sollten die Jets in der Saison 2019/20 die Playoffs erreichen oder Eakin im Sommer 2020 mit einem neuen Vertrag ausstatten, sollte aus dem Wahlrecht eines für die dritte Runde werden. Beides erfüllte sich nicht, da sich der Angreifer im Oktober 2020 als Free Agent im Rahmen eines Zweijahresvertrages den Buffalo Sabres anschloss.
Im Oktober 2022 unterzeichnete der Kanadier einen Einjahresvertrag bei den SCL Tigers aus der Schweizer National League, ehe der 32-Jährige seine Karriere nach der Saison im Sommer 2023 beendete.

### International
Eakin vertrat sein Heimatland mit der kanadischen Nationalmannschaft erstmals bei der U18-Junioren-Weltmeisterschaft 2009, bei der er mit seiner Mannschaft den vierten Platz belegte. Bei der U20-Junioren-Weltmeisterschaft 2011 gewann er mit den Kanadiern nach einer Finalniederlage gegen die russische Auswahl die Silbermedaille.
Im Seniorenbereich vertrat er sein Heimatland erstmals bei der Weltmeisterschaft 2015, bei der er mit dem Team direkt die Goldmedaille gewann. In neun Turnierspielen steuerte der Stürmer sechs Scorerpunkte zum Erfolg bei.

## Erfolge und Auszeichnungen
| - 2009 Teilnahme am CHL Top Prospects Game - 2010 WHL East Second All-Star-Team - 2010 Calder-Cup-Gewinn mit den Hershey Bears | - 2011 Ed-Chynoweth-Cup-Gewinn mit den Kootenay Ice - 2011 WHL East Second All-Star-Team |

### International
- 2011 Silbermedaille bei der U20-Junioren-Weltmeisterschaft
- 2015 Goldmedaille bei der Weltmeisterschaft

## Karrierestatistik

### International
Vertrat Kanada bei:
- U18-Junioren-Weltmeisterschaft 2009
- U20-Junioren-Weltmeisterschaft 2011
- Weltmeisterschaft 2015

(Legende zur Spielerstatistik: Sp oder GP = absolvierte Spiele; T oder G = erzielte Tore; V oder A = erzielte Assists; Pkt oder Pts = erzielte Scorerpunkte; SM oder PIM = erhaltene Strafminuten; +/− = Plus/Minus-Bilanz; PP = erzielte Überzahltore; SH = erzielte Unterzahltore; GW = erzielte Siegtore; 1 Play-downs/Relegation; Kursiv: Statistik nicht vollständig)